# Peter Baumann (Journalist)
Peter Baumann (* 18. Mai 1939) ist ein deutscher Journalist, Schriftsteller, Filmemacher und -Regisseur sowie Musiker und Produzent.

## Leben und Werk
Baumann wechselte nach einer Bergmannslehre in den Journalismus. Er war Redakteur bei der Schwäbischen Zeitung, der Berliner Illustrirte Zeitung, Chefredakteur der Zeitschrift Berliner Leben sowie Verantwortlicher Redakteur beim Tagesspiegel. Dazu fungierte er als Wissenschaftsredakteur bei Westermanns Monatsheften und als Herausgeber der Taschenbuchreihe Safari beim Ullstein Verlag.
Nachdem er sich 1974 als Buch- und Filmautor selbstständig machte, bereiste er fast die ganze Welt. So besuchte er als Autor und Dokumentarfilmer Nord-, Mittel- und Südamerika, Afrika und Polynesien. Zurzeit sind insgesamt 72 Werke Baumanns in der Deutschen Nationalbibliothek verzeichnet, etwa die Hälfte davon Filme für ARD und ZDF, unter anderem  auch für die Serie Terra X. Seine Sachbücher, Reisebücher, Bildbände und Romane erschienen in renommierten Verlagen, von vielen gab es Übersetzungen in die geläufigsten Sprachen.
Als Jazzmusiker spielte Peter Baumann in seiner Formation Jazz Romances mit renommierten Musikern zusammen und produzierte eine ganze Reihe von CDs und DVDs. Unter ihnen waren etwa Billy Grey, Lembit Saarsalu, Paul Kuhn, Red Holloway, Greetje Kauffeld, Nathalie Kollo  und Jesse Jones. Besonders auf dem Gebiet des Jazz und der Literatur machte sich der Autor einen Namen mit Produktionen wie Schwarzer Orpheus oder Die Legende vom Ozeanpianisten nach dem Roman von Claudio Barrico.
Der Autor schreibt auch für das Theater. Mythos Marilyn und Mythos Billie Holliday (sic!), zwei Schauspiele mit Musik, wurden 2014 und 2015 am Schleswig-Holsteinischen Landestheater uraufgeführt.
Peter Baumann ist verheiratet und lebt in Berlin und Ellingstedt bei Schleswig.

## Veröffentlichungen (Auswahl)

### Romane
- Der Herr des Regenbogens, Scherz Verlag Bern
- Die Liebe der Isabel Godin, Langen-Müller Verlag, München
- Das Lied vom Missouri, Langen-Müller Verlag, München
- Der Mann der Buffalo Bill erfand, Seemann Publishing, Camposol/Spanien

### Sachbücher
- Reise zum Sonnentanz, Safari-Verlag, Berlin
- Geheimnisse im Zoo/Tiergartenbiologie, Safari-Verlag, Berlin
- Manager der Wildnis, Safari-Verlag, Berlin
- Die Erben von Tecumseh und Sitting Bull, Safari-Verlag, Berlin
- Kein Platz für „wilde“ Menschen, Molden Verlag, Wien
- Zu viel Herz für Tiere (mit Ortwin Fink), Hoffmann und Campe, Hamburg
- Valdivia, die Entdeckung der ältesten Kultur Amerikas, Hoffmann und Campe, Hamburg
- Menschen im Regenwald (mit Erwin Patzelt), Droste Verlag, Düsseldorf
- Erinnerungen eines Kopfjägers, Krüger Verlag, Frankfurt

### CDs/DVDs
- Billy Grey – My Favourite JazzRomances
- Conny’s Jazz-Night
- Rendezvous von Klassik und Jazz
- Ray Charles Remembered
- Oscar Peterson Remembered
- Ranickis Reich
- Wo sich das Leben geruhsam ereignet